# Julija Rodionowa
Julija Siergiejewna Rodionowa (ros. Юлия Сергеевна Родионова, ur. 11 stycznia 1990 w Ust'-Kamienogorsku) – kazachska narciarka dowolna. Najlepszy wynik na mistrzostwach świata osiągnęła podczas mistrzostw w Ruka oraz mistrzostw w Inawashiro, gdzie zajęła 8. miejsce w jeździe po muldach podwójnych. Jej najlepszym wynikiem olimpijskim jest 28. miejsce w  jeździe po muldach na igrzyskach olimpijskich w Turynie. Najlepsze wyniki w Pucharze Świata osiągnęła w sezonie 2009/2010, kiedy to zajęła 87. miejsce w klasyfikacji generalnej, a w klasyfikacjach jazdy po muldach była 25.

## Sukcesy

### Igrzyska olimpijskie
| Miejsce | Dzień     | Rok  | Miejscowość | Konkurencja      | Zwycięzca          |
| ------- | --------- | ---- | ----------- | ---------------- | ------------------ |
| 28.     | 11 lutego | 2006 | Turyn       | Jazda po muldach | Jennifer Heil      |
| 29.     | 14 lutego | 2010 | Vancouver   | Jazda po muldach | Alexandre Bilodeau |

### Mistrzostwa świata
| Miejsce | Dzień    | Rok  | Miejscowość          | Konkurencja      | Zwycięzca       |
| ------- | -------- | ---- | -------------------- | ---------------- | --------------- |
| 9.      | 19 marca | 2005 | Ruka                 | Jazda po muldach | Jennifer Heil   |
| 8.      | 20 marca | 2005 | Ruka                 | Muldy podwójne   | Hannah Kearney  |
| 19.     | 9 marca  | 2007 | Madonna di Campiglio | Jazda po muldach | Kristi Richards |
| DNF     | 10 marca | 2007 | Madonna di Campiglio | Muldy podwójne   | Jennifer Heil   |
| 29.     | 7 marca  | 2009 | Inawashiro           | Jazda po muldach | Aiko Uemura     |
| 8.      | 8 marca  | 2009 | Inawashiro           | Muldy podwójne   | Aiko Uemura     |

### Puchar Świata

#### Miejsca w klasyfikacji generalnej
- sezon 2004/2005: 120.
- sezon 2005/2006: 129.
- sezon 2008/2009: 94.
- sezon 2009/2010: 87.
- sezon 2010/2011: 94.

#### Miejsca na podium w zawodach
Julija Rodionowa nigdy nie zajęła miejsca na podium w zawodach PŚ.